# Петропавлівська сільська рада (Вовчанський район)
Петропа́влівська сільська́ ра́да — адміністративно-територіальна одиниця та орган місцевого самоврядування в Вовчанському районі Харківської області. Адміністративний центр — село Петропавлівка.

## Загальні відомості
- Петропавлівська сільська рада утворена в 1917 році.
- Територія ради: 50,58 км²
- Населення ради: 564 особи (станом на 2001 рік)

## Населені пункти
Сільській раді підпорядковані населені пункти:
- с. Петропавлівка
- с. Ганнопілля
- с. Гарбузівка
- с. Середнє (зникло у 80-х)[1]
- с. Капланівка (зникло у період в період 1967-1971 років)[2]

## Склад ради
Рада складається з 12 депутатів та голови.
- Голова ради: Чайка Наталя Володимирівна
- Секретар ради: Юрченко Лідія Іванівна

### Керівний склад попередніх скликань
| Прізвище, ім'я, по батькові | Основні відомості                                                         | Дата обрання | Дата звільнення |
| --------------------------- | ------------------------------------------------------------------------- | ------------ | --------------- |
| Кулик Михайло Іванович      | Сільський голова, 1948 року народження, член Партії регіонів              | 26.03.2006   | 31.10.2010      |
| Чайка Наталя Володимирівна  | Сільський голова, 1977 року народження, освіта вища, член Партії регіонів | 31.10.2010   |                 |

Примітка: таблиця складена за даними сайту Верховної Ради України

### Депутати
За результатами місцевих виборів 2010 року депутатами ради стали:

#### За суб'єктами висування
| Суб'єкт висування | Кількість обраних депутатів | %   |
| ----------------- | --------------------------- | --- |
| Партія регіонів   | 12                          | 100 |

#### За округами
| № округу        | Прізвище, ім'я, по батькові      | Дата визнання обраним | Освіта             | Партійна приналежність | Відомості про обраного депутата                |
| --------------- | -------------------------------- | --------------------- | ------------------ | ---------------------- | ---------------------------------------------- |
| Партія регіонів |                                  |                       |                    |                        |                                                |
| 1               | Юрченко Олександр Миколайович    | 01.11.2010            | середня спеціальна | член Партії регіонів   | ТОВ «Агро світ», механізатор                   |
| 2               | Клочко Юрій Григорович           | 01.11.2010            | середня            | член Партії регіонів   | Петропавлівська загальноосвітня школа, кочегар |
| 3               | Березун Тетяна Миколаївна        | 01.11.2010            | середня            | член Партії регіонів   | Тер центр, соціальний працівник                |
| 4               | Ребрун Павло Миколаївна          | 01.11.2010            | середня            | член Партії регіонів   | фермерське господарство «Калина», тракторист   |
| 5               | Могилка Василь Іванович          | 01.11.2010            | середня спеціальна | член Партії регіонів   | фермерське господарство «Калина», тракторист   |
| 6               | Костенко Микола Михайлович       | 01.11.2010            | середня            | член Партії регіонів   | фермерське господарство «Калина», механізатор  |
| 7               | Олексієнко Володимир Миколайович | 01.11.2010            | середня спеціальна | член Партії регіонів   | фермерське господарство «Калина», бригадир     |
| 8               | Юрченко Лідія Іванівна           | 01.11.2010            | середня спеціальна | член Партії регіонів   | Петропавловська сільська рада, секретар        |
| 9               | Боднар Михайло Михайлович        | 01.11.2010            | середня спеціальна | член Партії регіонів   | тимчасово не працює                            |
| 10              | Чайка Юрій Вікторович            | 01.11.2010            | середня спеціальна | член Партії регіонів   | фермерське господарство «Калина», водій        |
| 11              | Сіненко Олександр Петрович       | 01.11.2010            | середня            | член Партії регіонів   | тимчасово не працює                            |
| 12              | Бандура Сергій Михайлович        | 01.11.2010            | середня            | член Партії регіонів   | фермерське господарство «Калина», механізатор  |